# 최면수
최면수(崔勉洙, 1887년 1월 21일 ~ 1965년 1월 16일)는 대한민국의 제2대 국회의원이다. 본관은 화순. 출생지는 충청북도 보은군이다.
보성전문학교 법과를 중퇴했다. 한인동양의병대 참모를 역임하는 등 독립운동에 참가하였다고 밝혔으나, 독립유공자는 아니다.

## 역대 선거 결과
|  | 32.21% |

|  | 20.31% |

## 참고 문헌
- 최면수 - 대한민국헌정회